# Kati Outinen
Anna Katriina Outinen (Helsinki, 17 agosto 1961) è un'attrice finlandese.

## Biografia
Nativa di Helsinki e stimata attrice teatrale in patria, è nota al grande pubblico per aver interpretato il ruolo di protagonista femminile in molti film di Aki Kaurismäki, tra cui La fiammiferaia, Nuvole in viaggio, L'uomo senza passato e Miracolo a Le Havre. Allieva di Jouko Turkka all'Accademia di Arte Drammatica Finlandese, tuttavia il suo stile recitativo si discosta abbastanza da quello del "maestro". Il suo debutto al cinema è avvenuto nel classico finnico Täältä tullaan, elämä! di Matti Kassila.
Nel 2002 ha vinto il premio alla miglior attrice al Festival di Cannes per la sua interpretazione ne L'uomo senza passato. La medesima pellicola le ha fruttato anche il Golden Kinnaree Award al Bangkok Film Festival, il primo premio ai Jussi Awards ed una nomination agli European Film Awards. È particolarmente apprezzata in Francia ed in Germania, dove nel 2004 è stata premiata al Bremer Filmpreis. Attualmente insegna all'Accademia di Arte Drammatica Finlandese.

## Filmografia parziale
- Täältä tullaan, elämä!, regia di Aki Kaurismäki (1980)
- Ombre nel paradiso (Varjoja paratiisissa), regia di Aki Kaurismäki (1986)
- Amleto si mette in affari (Hamlet liikemaailmassa), regia di Aki Kaurismäki (1987)
- La fiammiferaia (Tulitikkutehtaan tyttö), regia di Aki Kaurismäki (1990)
- Tatjana (Pidä huivista kiinni, Tatjana), regia di Aki Kaurismäki (1994)
- Nuvole in viaggio (Kauas pilvet karkaavat), regia di Aki Kaurismäki (1996)
- Juha, regia di Aki Kaurismäki (1999)
- L'uomo senza passato (Mies vailla menneisyyttä), regia di Aki Kaurismäki (2002)
- Le luci della sera (Laitakaupungin valot), regia di Aki Kaurismäki (2006)
- Miracolo a Le Havre (Le Havre), regia di Aki Kaurismäki (2011)
- Dark Crimes, regia di Alexandros Avranas (2016)
- L'altro volto della speranza (Toivon tuolla puolen), regia di Aki Kaurismäki (2017)
- Hole - L'abisso (The Hole in the Ground), regia di Lee Cronin (2019)

## Doppiaggio
- Wolfenstein II: The New Colossus (2017), voce di Ritva Tuomivaara